# Super League 2005-2006
L'edizione 2005-2006 del campionato di calcio svizzero (Axpo Super League) vide la vittoria finale del Zurigo.

## Squadre partecipanti
| Club            | Stagione | Città             | Stadio                                                | Stagione precedente |
| --------------- | -------- | ----------------- | ----------------------------------------------------- | ------------------- |
| Aarau           | dettagli | Aarau             | Stadion Brügglifeld                                   |                     |
| Basilea         | dettagli | Basilea           | St. Jakob-Park                                        |                     |
| Grasshoppers    | dettagli | Zurigo            | Hardturm                                              |                     |
| Neuchâtel Xamax | dettagli | La Chaux-de-Fonds | Stade Olympique de la Pontaise Stadio di la Charrière |                     |
| San Gallo       | dettagli | San Gallo         | Stadio Espenmoos                                      |                     |
| Sciaffusa       | dettagli | Sciaffusa         | Stadion Breite                                        |                     |
| Thun            | dettagli | Thun              | Stadion Lachen                                        |                     |
| Young Boys      | dettagli | Berna             | Stade de Suisse                                       |                     |
| Yverdon         | dettagli | Yverdon-les-Bains | Stade Municipal                                       |                     |
| Zurigo          | dettagli | Zurigo            | Stadio Letzigrund                                     |                     |

## Allenatori e primatisti
| Squadra         | Allenatore                                                            | Giocatore più presente (tra parentesi il numero delle presenze) | Capocannoniere (tra parentesi il numero dei gol segnati) |
| --------------- | --------------------------------------------------------------------- | --------------------------------------------------------------- | -------------------------------------------------------- |
| Aarau           | Andy Egli (1ª-18ª) Alain Geiger (19ª-33ª) Urs Schönenberger (34ª-36ª) | Franz Burgmeier (35)                                            | Gaetano Giallanza (10)                                   |
| Basilea         | Christian Gross                                                       | Pascal Zuberbühler (36) Reto Zanni (36)                         | Matías Delgado (18)                                      |
| Grasshoppers    | Hanspeter Latour (1ª-18ª) Krasimir Balăkov (19ª-36ª)                  | Antônio Carlos dos Santos (35) Fabio Coltorti (35)              | Antônio Carlos dos Santos (13)                           |
| Neuchatel Xamax | Alain Geiger (1ª-10ª) Miroslav Blažević (11ª-36ª)                     | Massimo Lombardo (35)                                           | Matar Coly (10)                                          |
| San Gallo       | Ralf Loose (1ª-29ª) Rolf Fringer (30ª-36ª)                            | Marc Zellweger (35)                                             | Éric Hassli (13)                                         |
| Sciaffusa       | Jürgen Seeberger                                                      | Daniel Sereinig (34)                                            | Enzo Todisco (6)                                         |
| Thun            | Urs Schönenberger (1ª-18ª) Adrian Kunz (19ª) Heinz Peischl (20ª-36ª)  | Nelson Ferreira (36)                                            | Mauro Lustrinelli (10)                                   |
| Young Boys      | Hans-Peter Zaugg (1ª-12ª) Gernot Rohr (13ª-36ª)                       | Marco Wölfli (35) Mario Raimondi (35)                           | João Paulo (18)                                          |
| Yverdon         | Radu Nunweiler (1ª-6ª) Roberto Morinini (7ª-36ª)                      | Christophe Jaquet (34)                                          | Francisco Aguirre (13)                                   |
| Zurigo          | Lucien Favre                                                          | Steve von Bergen (36)                                           | Alhassane Keita (20)                                     |

## Classifica finale
|  | Pos. | Squadra         | Pt | G  | V  | N  | P  | GF | GS | DR  |
|  | ---- | --------------- | -- | -- | -- | -- | -- | -- | -- | --- |
|  | 1.   | Zurigo          | 78 | 36 | 23 | 9  | 4  | 86 | 36 | +50 |
|  | 2.   | Basilea         | 78 | 36 | 23 | 9  | 4  | 87 | 42 | +45 |
|  | 3.   | Young Boys      | 62 | 36 | 17 | 11 | 8  | 60 | 46 | +14 |
|  | 4.   | Grasshoppers    | 55 | 36 | 14 | 13 | 9  | 44 | 33 | +11 |
|  | 5.   | Thun            | 49 | 36 | 14 | 7  | 15 | 50 | 53 | -3  |
|  | 6.   | San Gallo       | 40 | 36 | 11 | 7  | 18 | 51 | 56 | -5  |
|  | 7.   | Aarau           | 35 | 36 | 8  | 11 | 17 | 29 | 63 | -34 |
|  | 8.   | Sciaffusa       | 33 | 36 | 7  | 12 | 17 | 32 | 55 | -23 |
|  | 9.   | Neuchâtel Xamax | 33 | 36 | 9  | 6  | 21 | 41 | 70 | -29 |
|  | 10.  | Yverdon         | 32 | 36 | 9  | 5  | 22 | 38 | 64 | -26 |

Legenda:
      Campione di Svizzera e ammessa alla UEFA Champions League 2006-2007.
      Ammessa alla Coppa UEFA 2006-2007.
      Ammessa all'Coppa Intertoto UEFA 2006.
 Disputa lo spareggio salvezza-promozione.
      Retrocessa in Challenge League 2006-2007.
Regolamento:
Tre punti a vittoria, uno a pareggio, zero a sconfitta.
In caso di arrivo di due o più squadre a pari punti, la graduatoria finale verrà stilata secondo la classifica avulsa tra le squadre interessate che prevede, in ordine, i seguenti criteri:
- Punti negli scontri diretti
- Differenza reti negli scontri diretti
- Differenza reti generale
- Reti realizzate in generale
- Sorteggio

## Risultati

### Prima fase
|                 | AAR  | BAS  | GRA  | NEU  | SAN  | SCI  | THU  | YOU  | YVE  | ZUR  |
| --------------- | ---- | ---- | ---- | ---- | ---- | ---- | ---- | ---- | ---- | ---- |
| Aarau           | –––– | 0-2  | 0-1  | 2-0  | 1-4  | 0-2  | 2-1  | 1-0  | 1-1  | 1-1  |
| Basilea         | 7-2  | –––– | 1-0  | 3-0  | 1-0  | 1-0  | 5-1  | 1-1  | 3-1  | 2-1  |
| Grasshoppers    | 1-1  | 2-2  | –––– | 3-0  | 3-1  | 1-1  | 2-0  | 1-1  | 3-2  | 1-0  |
| Neuchatel Xamax | 2-0  | 3-2  | 0-0  | –––– | 0-1  | 1-0  | 0-2  | 1-3  | 4-0  | 3-5  |
| San Gallo       | 2-1  | 3-3  | 1-1  | 7-1  | –––– | 0-0  | 5-1  | 0-1  | 2-1  | 1-3  |
| Sciaffusa       | 0-1  | 1-2  | 0-2  | 1-1  | 1-1  | –––– | 0-4  | 3-2  | 1-2  | 0-2  |
| Thun            | 2-0  | 3-0  | 2-1  | 2-3  | 5-1  | 0-3  | –––– | 1-1  | 3-0  | 1-6  |
| Young Boys      | 0-0  | 1-6  | 0-3  | 3-2  | 1-0  | 3-1  | 0-0  | –––– | 2-2  | 3-1  |
| Yverdon         | 4-1  | 1-2  | 2-0  | 4-1  | 1-0  | 0-1  | 2-0  | 0-3  | –––– | 0-2  |
| Zurigo          | 3-0  | 2-4  | 4-2  | 3-2  | 3-0  | 5-0  | 2-2  | 1-1  | 1-1  | –––– |

### Seconda fase
|                 | AAR  | BAS  | GRA  | NEU  | SAN  | SCI  | THU  | YOU  | YVE  | ZUR  |
| --------------- | ---- | ---- | ---- | ---- | ---- | ---- | ---- | ---- | ---- | ---- |
| Aarau           | –––– | 1-5  | 1-0  | 3-1  | 1-0  | 1-1  | 0-1  | 1-5  | 1-0  | 1-1  |
| Basilea         | 1-1  | –––– | 2-1  | 2-1  | 3-1  | 1-1  | 2-0  | 2-0  | 2-1  | 1-2  |
| Grasshoppers    | 0-0  | 1-1  | –––– | 2-2  | 2-1  | 0-1  | 3-1  | 1-0  | 1-1  | 0-0  |
| Neuchatel Xamax | 2-0  | 1-5  | 1-0  | –––– | 2-2  | 2-0  | 0-0  | 1-3  | 2-0  | 0-1  |
| San Gallo       | 1-1  | 2-2  | 0-2  | 1-0  | –––– | 3-0  | 1-0  | 1-3  | 2-0  | 2-3  |
| Sciaffusa       | 0-0  | 0-4  | 1-1  | 0-0  | 1-3  | –––– | 2-3  | 1-1  | 1-1  | 1-4  |
| Thun            | 1-1  | 1-1  | 0-1  | 3-0  | 3-1  | 2-1  | –––– | 1-1  | 1-0  | 1-3  |
| Young Boys      | 2-1  | 4-2  | 1-1  | 1-0  | 2-0  | 1-2  | 2-1  | –––– | 2-1  | 0-2  |
| Yverdon         | 3-1  | 1-3  | 0-1  | 2-1  | 2-1  | 0-4  | 0-1  | 1-3  | –––– | 0-3  |
| Zurigo          | 6-0  | 1-1  | 2-0  | 4-1  | 1-0  | 0-0  | 1-0  | 3-3  | 4-1  | –––– |

## Spareggio promozione-retrocessione
Allo spareggio sono ammesse la nona classificata in Super League e la seconda classificata in Challenge League.
|                 | Risultati |                 | Luogo e data                     |
| --------------- | --------- | --------------- | -------------------------------- |
| Sion            | 0 - 0     | Neuchâtel Xamax | Sion, 30 maggio 2006             |
| Neuchâtel Xamax | 0 - 3     | Sion            | La Chaux-de-Fonds, 3 giugno 2006 |
|                 |           |                 |                                  |

## Statistiche

### Squadre

#### Capoliste solitarie
|    | —— | ——   | ——      | —— | —— | ——      | ——      | ——      | ——      | ——      | ——      | ——      | ——      | ——      | ——      | ——      | ——      | ——      | ——      | ——      | ——      | ——      | ——      | ——      | ——      | ——      | ——      | ——      | ——      | ——      | ——      | ——      | ——      | ——      | ——  | —— |  |
|    |    | Y.B. | Basilea |    |    | Basilea | Basilea | Basilea | Basilea | Basilea | Basilea | Basilea | Basilea | Basilea | Basilea | Basilea | Basilea | Basilea | Basilea | Basilea | Basilea | Basilea | Basilea | Basilea | Basilea | Basilea | Basilea | Basilea | Basilea | Basilea | Basilea | Basilea | Basilea | Basilea |     |    |  |
|    |    |      |         |    |    |         |         |         |         |         |         |         |         |         |         |         |         |         |         |         |         |         |         |         |         |         |         |         |         |         |         |         |         |         |     |    |  |
|    |    |      |         |    |    |         |         |         |         |         |         |         |         |         |         |         |         |         |         |         |         |         |         |         |         |         |         |         |         |         |         |         |         |         |     |    |  |
| 1ª | 2ª | 3ª   | 4ª      | 5ª | 6ª | 7ª      | 8ª      | 9ª      | 10ª     | 11ª     | 12ª     | 13ª     | 14ª     | 15ª     | 16ª     | 17ª     | 18ª     | 19ª     | 20ª     | 21ª     | 22ª     | 23ª     | 24ª     | 25ª     | 26ª     | 27ª     | 28ª     | 29ª     | 30ª     | 31ª     | 32ª     | 33ª     | 34ª     | 35ª     | 36ª |    |  |

#### Classifica in divenire
|                 | 1ª | 2ª | 3ª | 4ª | 5ª | 6ª | 7ª | 8ª | 9ª | 10ª | 11ª | 12ª | 13ª | 14ª | 15ª | 16ª | 17ª | 18ª | 19ª | 20ª | 21ª | 22ª | 23ª | 24ª | 25ª | 26ª | 27ª | 28ª | 29ª | 30ª | 31ª | 32ª | 33ª | 34ª | 35ª | 36ª |
| --------------- | -- | -- | -- | -- | -- | -- | -- | -- | -- | --- | --- | --- | --- | --- | --- | --- | --- | --- | --- | --- | --- | --- | --- | --- | --- | --- | --- | --- | --- | --- | --- | --- | --- | --- | --- | --- |
| Young Boys      | 3  | 6  | 7  | 7  | 7  | 10 | 13 | 14 | 15 | 18  | 19  | 19  | 20  | 23  | 24  | 27  | 28  | 28  | 31  | 32  | 33  | 36  | 39  | 42  | 43  | 43  | 43  | 46  | 47  | 47  | 50  | 53  | 56  | 56  | 59  | 62  |
| Aarau           | 0  | 0  | 1  | 4  | 5  | 5  | 5  | 8  | 9  | 12  | 12  | 15  | 15  | 15  | 15  | 16  | 16  | 16  | 19  | 20  | 21  | 24  | 24  | 25  | 26  | 29  | 30  | 30  | 30  | 30  | 30  | 30  | 30  | 31  | 34  | 35  |
| Basilea         | 3  | 3  | 6  | 9  | 10 | 13 | 16 | 17 | 18 | 21  | 24  | 27  | 30  | 33  | 36  | 36  | 39  | 42  | 43  | 44  | 47  | 48  | 51  | 52  | 53  | 56  | 59  | 59  | 62  | 65  | 68  | 69  | 72  | 75  | 78  | 78  |
| Sciaffusa       | 0  | 1  | 2  | 3  | 6  | 9  | 9  | 9  | 9  | 9   | 9   | 9   | 10  | 10  | 10  | 10  | 13  | 16  | 16  | 17  | 18  | 21  | 22  | 22  | 23  | 26  | 26  | 27  | 28  | 31  | 31  | 31  | 32  | 33  | 33  | 33  |
| San Gallo       | 0  | 3  | 6  | 7  | 8  | 8  | 8  | 11 | 14 | 14  | 17  | 17  | 18  | 18  | 19  | 19  | 22  | 22  | 25  | 26  | 27  | 27  | 27  | 28  | 28  | 31  | 31  | 31  | 31  | 34  | 34  | 34  | 34  | 37  | 37  | 40  |
| Thun            | 3  | 6  | 6  | 7  | 10 | 13 | 13 | 14 | 17 | 17  | 17  | 20  | 20  | 20  | 20  | 23  | 24  | 24  | 25  | 26  | 26  | 27  | 30  | 33  | 33  | 33  | 34  | 37  | 40  | 40  | 43  | 46  | 46  | 46  | 46  | 49  |
| Zurigo          | 3  | 6  | 6  | 7  | 10 | 10 | 13 | 16 | 17 | 20  | 20  | 20  | 23  | 26  | 27  | 30  | 31  | 34  | 35  | 38  | 41  | 42  | 45  | 46  | 49  | 52  | 55  | 56  | 57  | 60  | 63  | 66  | 69  | 72  | 75  | 78  |
| Grasshoppers    | 3  | 3  | 4  | 7  | 7  | 10 | 13 | 14 | 17 | 17  | 20  | 23  | 24  | 27  | 28  | 29  | 29  | 30  | 30  | 31  | 32  | 33  | 33  | 34  | 37  | 37  | 40  | 43  | 44  | 47  | 50  | 51  | 51  | 54  | 54  | 55  |
| Neuchatel Xamax | 0  | 1  | 4  | 4  | 4  | 4  | 4  | 4  | 4  | 4   | 7   | 7   | 10  | 10  | 13  | 16  | 16  | 17  | 18  | 19  | 20  | 20  | 21  | 21  | 21  | 21  | 21  | 24  | 24  | 24  | 24  | 27  | 30  | 30  | 33  | 33  |
| Yverdon         | 0  | 0  | 0  | 0  | 1  | 1  | 4  | 4  | 4  | 7   | 8   | 11  | 11  | 14  | 17  | 17  | 18  | 21  | 21  | 21  | 21  | 21  | 21  | 22  | 25  | 25  | 28  | 28  | 31  | 31  | 31  | 31  | 32  | 32  | 32  | 32  |

#### Classifiche di rendimento

##### Rendimento andata-ritorno
| Andata          | Andata | Ritorno         | Ritorno |
|                 |        |                 |         |
| Basilea         | 42     | Zurigo          | 44      |
| Zurigo          | 34     | Basilea         | 36      |
| Grasshoppers    | 30     | Young Boys      | 34      |
| Young Boys      | 28     | Grasshoppers    | 25      |
| Thun            | 24     | Thun            | 25      |
| San Gallo       | 22     | Aarau           | 19      |
| Yverdon         | 21     | San Gallo       | 18      |
| Neuchatel Xamax | 17     | Sciaffusa       | 17      |
| Sciaffusa       | 16     | Neuchatel Xamax | 16      |
| Aarau           | 16     | Yverdon         | 11      |

##### Rendimento casa-trasferta
| Casa            | Casa | Trasferta       | Trasferta |
|                 |      |                 |           |
| Basilea         | 45   | Zurigo          | 39        |
| Zurigo          | 39   | Basilea         | 33        |
| Young Boys      | 34   | Young Boys      | 28        |
| Grasshoppers    | 33   | Sciaffusa       | 23        |
| Thun            | 31   | Grasshoppers    | 22        |
| San Gallo       | 29   | Thun            | 18        |
| Neuchatel Xamax | 27   | San Gallo       | 11        |
| Aarau           | 25   | Aarau           | 10        |
| Yverdon         | 24   | Yverdon         | 8         |
| Sciaffusa       | 10   | Neuchatel Xamax | 6         |

#### Primati stagionali
Squadre
- Maggior numero di vittorie: Zurigo, Basilea (23)
- Maggior numero di pareggi: Grasshoppers (13)
- Maggior numero di sconfitte: Yverdon (22)
- Minor numero di vittorie: Sciaffusa (7)
- Minor numero di pareggi: Yverdon (5)
- Minor numero di sconfitte: Zurigo, Basilea (4)
- Miglior attacco: Basilea (87 gol fatti)
- Peggior attacco: Aarau (29 gol fatti)
- Miglior difesa: Grasshoppers (33 gol subiti)
- Peggior difesa: Neuchatel Xamax (70 gol subiti)
- Miglior differenza reti: Zurigo (+50)
- Peggior differenza reti: Aarau (-34)
- Miglior serie positiva: Zurigo (24, 13ª-36ª)
- Peggior serie negativa: Neuchatel Xamax (7, 4ª-10ª)
- Maggior numero di vittorie consecutive: Zurigo (7, 30ª-36ª)

Partite
- Più gol (9):

Basilea-Aarau 7-2, 20 agosto 2005
- Maggior scarto di gol (6): San Gallo-Neuchatel Xamax 7-1, Zurigo-Aarau 6-0
- Maggior numero di reti in una giornata: 21 gol nella 5ª giornata
- Minor numero di reti in una giornata: 8 gol nella 23ª giornata, 8 gol nella 8ª giornata
- Maggior numero di espulsioni in una giornata: 3 in 22ª giornata, 1ª giornata, 23ª giornata, 2ª giornata, 21ª giornata

### Individuali

#### Classifica marcatori
| Gol | Rigori |  | Giocatore                 | Squadra         |
| --- | ------ |  | ------------------------- | --------------- |
| 20  | 1      |  | Alhassane Keita           | Zurigo          |
| 18  | 2      |  | Matías Delgado            | Basilea         |
| 18  | 1      |  | João Paulo                | Young Boys      |
| 15  | 0      |  | Mladen Petrić             | Basilea         |
| 14  | 0      |  | Raffael                   | Zurigo          |
| 13  | 1      |  | Francisco Aguirre         | Yverdon         |
| 13  | 2      |  | Antônio Carlos dos Santos | Grasshoppers    |
| 13  | 2      |  | Éric Hassli               | San Gallo       |
| 12  | 4      |  | Cesar                     | Zurigo          |
| 12  | 0      |  | Alex Tachie-Mensah        | San Gallo       |
| 10  | 2      |  | Matar Coly                | Neuchatel Xamax |
| 10  | 1      |  | Gaetano Giallanza         | Aarau           |
| 10  | 2      |  | Mauro Lustrinelli         | Thun            |
| 9   | 0      |  | Mbala Mbuta Biscotte      | Yverdon         |
| 8   | 0      |  | Alexandre Alphonse        | Zurigo          |
| 8   | 0      |  | Rainer Bieli              | Aarau           |
| 8   | 0      |  | Alexandre Rey             | Neuchatel Xamax |

#### Media spettatori
| Club            | Pos. | Media  | Totale  | Abbonamenti |
| --------------- | ---- | ------ | ------- | ----------- |
| Basilea         | 1    | 21 807 | 392 531 |             |
| Young Boys      | 2    | 14 139 | 254 503 |             |
| Zurigo          | 3    | 10 008 | 180 150 |             |
| San Gallo       | 4    | 8 589  | 154 600 |             |
| Grasshoppers    | 5    | 6 228  | 112 100 |             |
| Thun            | 6    | 4 850  | 87 300  |             |
| Aarau           | 7    | 4 656  | 83 800  |             |
| Yverdon         | 8    | 3 472  | 62 500  |             |
| Sciaffusa       | 9    | 3 306  | 59 510  |             |
| Neuchatel Xamax | 10   | 2 967  | 53 400  |             |

#### Arbitri
- Massimo Busacca (18)
- Markus Nobs (18)
- René Rogalla (16)
- Claudio Circhetta (15)
- Sascha Kever (15)
- Jérôme Laperrière (15)
- Reto Rutz (14)
- Martin Salm (14)
- Guido Wildhaber (14)
- Cyril Zimmermann (12)

- Nicole Petignat (9)
- Carlo Bertolini (8)
- Philippe Leuba (7)
- Louis Hofmann (1)
- Robert Schörgenhofer (1)
- Wolfgang Sowa (1)
- Thomas Steiner (1)
- Fritz Stuchlik (1)